# Place Villeneuve-Bargemon
La place Villeneuve-Bargemon est une voie marseillaise située dans le 2e arrondissement de Marseille. 